# آدي باراشاكتي
وفقا للأساطير الهندوسية، فإن آدي باراشاكتي أو الإلهة ديفي، هي الكائن الأسمى. وهي أيضا المشار إليها شعبيا باسم «آدي شاكتي» و«بارام شاكتي» و«مها شاكتي» و«ماهاديفي»، أو حتى مجرد «شاكتي».
«بارما» تعني العليا، «ساتيا» تعني الحقيقة وفقا لكثير من النصوص الشاكتية.
وفقا للعقيدة الشاكتية، ظهرت آدي باراشاكتي في شاكلة وعي إلهي أبدي نقي أو ما يسمى بشونيا بندو، أو طاقة الصفر الأنثوية المقدسة والتي تعبر عن نفسها كبراكريتي (الطبيعة الكونية)